# Gustave Majou
Gustave Majou, né le 8 février 1862 dans le 20e arrondissement de Paris et mort le 26 février 1941 au Ménil-Broût,, est un architecte français. 
Il est connu essentiellement lors de la période du logement social, ayant notamment travaillé au sein de l'Office des habitations à loyer modéré du département de la Seine.

## Réalisations
- Cité ouvrière de La Forêt, Le Trait (1918-1921)
- Maisons ouvrières rue de Prague à Paris
- Cinéma, Le Trait (1929)
- Château de M. Victor Blanchet, à Rives (Isère)
- Villas à Miribel[Lequel ?] et Nogent-sur-Marne (1900), Lamorlaye (Oise)
- Hôtel rue de Franquevielle à Paris
- Tombeaux
- Constructions particulières à Paris et en province
- Rendez-vous de chasse à Ardon[Lequel ?] (1901)
- Hôtel particulier rue Rabelais en 1905, en coll. avec Ch. et Alb. Lefèvre
- Hôtel particulier à Rives